# 張履春
張履春（?—?），江西省建昌府南豐縣人，清朝政治人物、進士出身。
光緒二十四年（1898年），参加光緒戊戌科殿試，登進士二甲83名。同年五月，改翰林院庶吉士。光緒二十九年四月，散館，授翰林院編修。